# Nifurzide
Nifurzide là một dẫn xuất nitrofuran và chất chống nhiễm trùng đường ruột hoạt động chống lại Escherichia coli.